# 大本洋嗣
大本 洋嗣（おおもと ようじ、1967年6月26日 - ）は、日本体育大学体育学部体育学科教授であり、同大学の水球部監督を経て現在は水泳部部長。千葉県出身。2001-2006,2012-2021年まで水球男子日本代表の監督も務め、日本代表を32年ぶりにリオデジャネイロオリンピック出場へ導いた。日本選手権8回優勝（2019-2024は6連覇）のクラブチームKingfisher74代表。

## 人物
市立千葉高校から日本体育大学、同大大学院修士課程修了。
大学1年で日本代表選手として選考され、以来1994年まで活躍。1991、1993、1994年は主将。
1998年には元日本代表選手らを中心に結成された社会人チーム、30Clubを立ち上げ、1999年には三建設備工業株式会社の協賛も得て、三建30Clubとなった。
2001年に史上最年少33歳で代表監督に就任し2006年まで務めた。2012年に再び日本代表監督に就任し、日本独自のスタイルであるパスラインディフェンスを考案、2015年のオリンピック予選で32年振りにオリンピックの出場権を獲得。リオデジャネイロオリンピックでは、世界の強豪国であるセルビアやギリシャと互角に戦った。2017年世界選手権（ブダペスト）では、アメリカに歴史的勝利を収め、過去最高順位となる10位、2018年ワールドリーグスーパーファイナルでは4位となり世界にインパクトを与え日本のシステムは海外からはジャパンプレスと呼ばれた。東京オリンピック終了後男子代表監督を辞任、2021年アジア選手権と2023年は女子代表監督を務めた。現在は日本選手権水泳連盟水球委員会テクニカルディレクターとして強化全般に従事。
2018年、水球女子日本代表の合宿が選手からの申し出により途中で打ち切られた問題に際し、SNS上で女子代表の強化方針を批判した投稿が不適切と判断され、8月9日付でけん責（文書による注意）処分を受けた。

## 競技歴
1998 アジア大会(タイ) 4位
1993 ユニバーシアード大会(アメリカ) 8位（日本代表主将）
1993 日本選手権優勝
1992 アラモカップ(アメリカ) 出場（日本代表主将）
1992 バルセロナオリンピック最終予選(カナダ) 出場（日本代表主将）
1992 日本選手権優勝
1991 アジア選手権(日本)（日本代表主将）
1991 ユニバーシアード大会(イギリス) 11位（日本代表主将）
1991 日本選手権優勝
1990 アジア大会(中国) 2位
1990 日本選手権優勝
1989 日本学生選手権優勝　
1988 日本学生選手権優勝
1988 日本選手権優勝
1987 アジア選手権(中国)2位
1987 ソウルオリンピック最終予選(オーストラリア) 出場
1987 ユニバーシアード大会(ユーゴスラビア) 8位
1987 日本学生選手権優勝
1987 日本選手権優勝
1986 10ナショナルズカップ(フランス) 4位
1986 ザグレブカップ(ユーゴスラビア) 8位
1986 日本学生選手権優勝

## 指導歴
2023 世界選手権（福岡）女子監督13位
2022 アジア選手権（タイ）女子監督2位
2021 オリンピック（東京）11位　ワールドリーグスーパーファイナル（ジョージア）5位
2019-2021 日本選手権優勝
2019 世界選手権（韓国）11位　ワールドリーグスーパーファイナル（セルビア）7位
2018 ワールドリーグスーパーファイナル（ハンガリー）4位　ワールドカップ（ドイツ）7位
2018 アジア大会（インドネシア）2位
2017　世界選手権 （ハンガリー） 10位
2017　ワールドリーグスーパーファイナル 8位　ワールドリーグインターコンチネンタルトーネメント 3位
2016　オリンピック（リオデジャネイロ）  アジア選手権 優勝
2016　ワールドリーグスーパーファイナル 7位　ワールドリーグインターコンチネンタルトーナメント 4位
2016 関東学生リーグ戦　日本学生選手権　日本選手権（Kingfisher74）優勝
2015 アジア選手権兼リオ五輪アジア大陸予選優勝　世界選手権 13位
2014  アジア大会 2位　ジュニア選手権 優勝（チームリーダー）
2014 関東学生リーグ戦 日本学生選手権 日本選手権（全日体）優勝　
2013　日本選手権 日本学生選手権　優勝
2013　ユニバーシアード競技大会 6位　 ワールドリーグアジアオセアニアラウンド２位
2012　 アジア選手権３位ワールドリーグアジアオセアニアラウンド ３位
2012　日本選手権２位　 日本学生選手権 優勝　関東学生リーグ戦優勝
2011　日本選手権優勝　日本学生選手権優勝　関東学生リーグ戦優勝
2011　ユニバーシアード競技大会5位
2010 　日本選手権優勝　日本学生選手権優勝　関東学生リーグ戦優勝
2009　日本選手権優勝　日本学生選手権優勝　関東学生リーグ戦優勝
2009　アジアエイジグループ選手権  優勝（チームリーダー）
2008　日本選手権 水球競技優勝　日本学生選手権優勝　関東学生リーグ優勝　＊コーチ
2006　アジア大会(カタール) 2位　ワールドリーグアジアオセアニアラウンド(中国) 4位
2005 世界選手権(カナダ)14位　アジア選手権 2位　ユニバーシアード(トルコ)5位　
2004　4カ国国対抗(中国) 2位　ポロニアカップ(ポーランド) 優勝
2003　世界選手権(スペイン) 15位　ユニバーシアード(韓国) 5位　
2002　アジア大会(韓国) 2位　4カ国対抗(ドイツ) 3位　ポロニアカップ3位
2001 世界選手権16位　ユニバーシアード(中国) 10位

## 表彰
2015 日本体育協会　日本スポーツ指導者等表彰
2016 ミズノスポーツ振興財団　ミズノスポーツメントール賞
2016 日本水泳連盟　優秀コーチ
2016 JAPAN AQUATICS AWARD　特別表彰
2017 日本水泳連盟　有功章

## 著書

### 単著
- 『水球マニュアル―基礎から実戦まで』（ベースボール・マガジン社、1996年10月）
- 『超攻撃型―水球日本代表 ポセイドンジャパンの挑戦』（叢文社、2016年6月）

### 共著
- 『水球必勝バイブル』監修（メイツ出版、2024年7月）
- 遠泳を基軸とした海浜プログラム（叢文社、2017年6月）
- 日本水泳連盟 編『水泳コーチ教本―公認水泳コーチ用』（大修館書店、2005年12月）
- 日本水泳連盟 編『水泳コーチ教本 第3版』 （2014年11月）第4章